# Besleria eriocalyx
Besleria eriocalyx är en tvåhjärtbladig växtart som beskrevs av Conrad Vernon Morton. Besleria eriocalyx ingår i släktet Besleria och familjen Gesneriaceae. Inga underarter finns listade i Catalogue of Life.